# Kedai Runding
Kedai Runding is een bestuurslaag in het regentschap Aceh Selatan van de provincie Atjeh, Indonesië. Kedai Runding telt 2094 inwoners (volkstelling 2010).